# Julian Skangiel
Julian Skangiel (ur. 1898 na Inflantach, zm. po 1940) – polski malarz.
Po ukończeniu gimnazjum w Dyneburgu zamieszkał w Wilnie, gdzie uczęszczał do szkoły rysunkowej Wileńskiego Towarzystwa Artystów Plastyków prowadzonej Ludomira Sleńdzińskiego, ukończył ją w 1923. Naukę kontynuował na Wydziale Sztuk Pięknych Uniwersytetu Stefana Batorego. W 1924 na wileńskiej Wystawie Sztuki i Rzemiosł otrzymał brązowy medal za wystawiony tam autoportret, rok później nagrodzono w Galerii Zachęta „Akt” jego autorstwa. W 1929 wystawiał swoje prace na Powszechnej Wystawie Krajowej, od 1931 należał do Wileńskiego Towarzystwa Niezależnych Artystów Sztuk Pięknych. Prace wystawiał w Wilnie, Lwowie i Warszawie, po raz ostatni wystawił swoje prace na Wystawie Plastyków Wileńskich w 1940. Dalsze losy Juliana Skangiela nie są znane.